# Filoktétés (opera)
Filoktétés je jednoaktová opera českého skladatele Jana Klusáka. Libreto sestavil skladatel z textu Sofoklovy tragédie Filoktétés v překladu Rudolfa Mertlíka s přihlédnutím ke komentářům Karla Hubky.

## Vznik, charakteristika a kritické přijetí
Skladatel o opeře na tento námět uvažoval již v plánech ke svým 50. narozeninám (roku 1984) a nakonec ji napsal o tři desetiletí později, v letech 2012–2015. V rozhovoru ji označil za své „magnum opus“. Režisér a od roku 2010 ředitel v Národního divadla moravskoslezského v Ostravě Jiří Nekvasil, který již dříve v pražském Národním divadle inscenoval Klusákovy opery Zpráva pro akademii a Bertram a Mescalinda, režíroval i první inscenaci této opery, která vznikla v koprodukci ostravského a Národního divadla. Filoktétés byl poprvé uveden 14. května 2015 v Ostravě a po dvou ostravských reprízách následovalo jediné představení v Praze, a to 23. května 2015 v rámci festivalu Pražské jaro.
Klusák zhudebnil Mertlíkův překlad Sofoklovy tragédie s jistými kráceními, i tak však obsahuje – v poměru k celkové délce opery – mimořádně velké množství textu. Žánrově ji skladatel označuje jako „tragédii s happy endem, protože nikdo neumře a nikdo nikoho nezabije.“ Příběh se soustředí na konverzaci tří hlavních hrdinů bez většího dějového napětí nebo scénického dění, je značně statický, a Klusák sám proto navrhoval hovořit spíše o oratoriu než o opeře. Námět i poselství opery shrnul skladatel takto: „Filoktétés je muž vyvržený vlastním společenstvím a odsouzený k izolaci v naprosté samotě. Deset let sní o pomstě, ale vyšší mravní princip (‚boží vůle‘) mu nakonec káže vrátit se a spolupracovat se soukmenovci i bez nároků na jakékoli uznání.“ Již inscenátoři a po nich kritika poukázali na spříznění titulní postavy a autora; Filoktétés byl nazván „Klusákovou intimní zpovědí“.

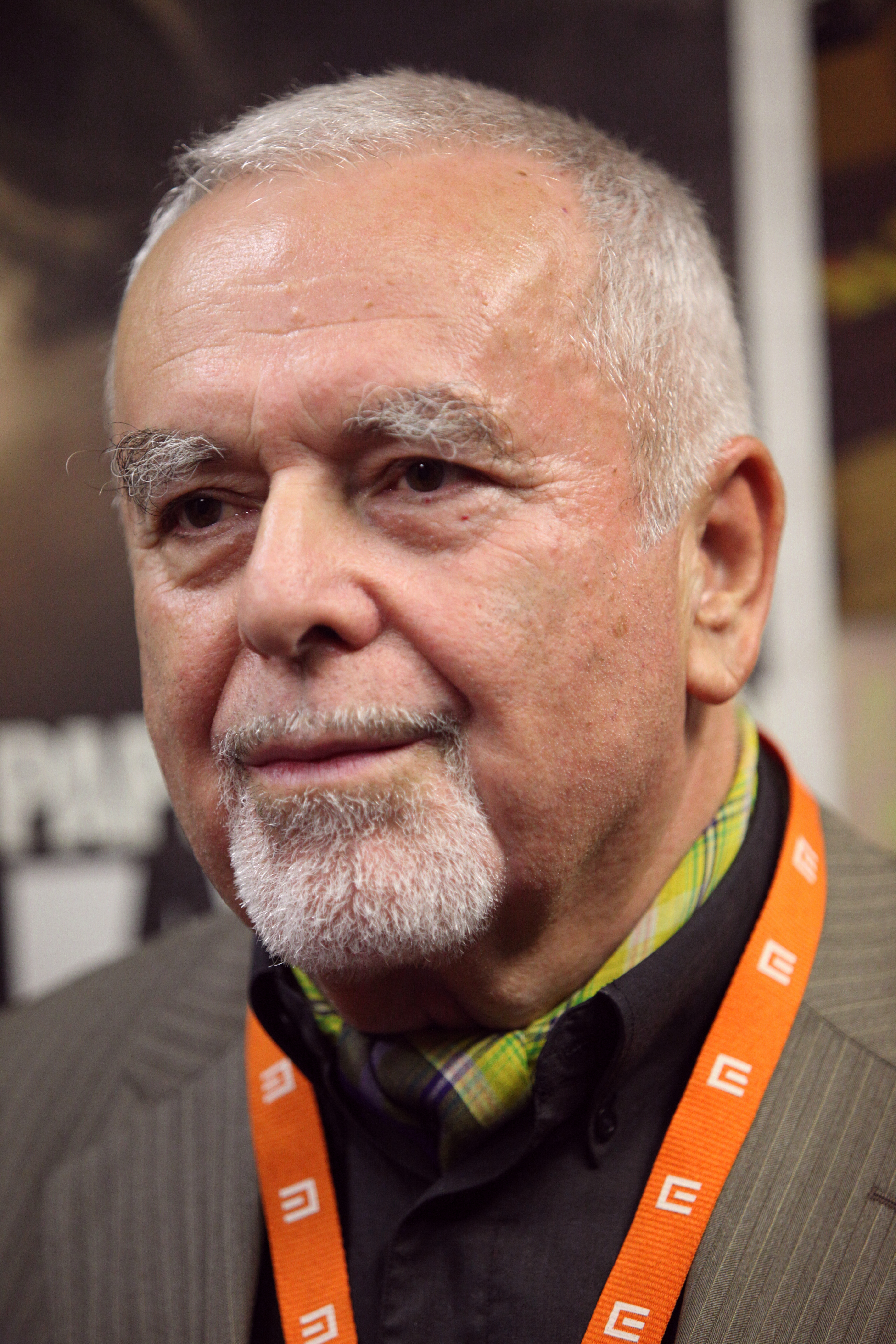
Jan Klusák

Text je zhudebněn v zásadě atonálně, převážně deklamatorním a recitativním způsobem, jen některé monology hlavní postavy přecházejí do zpěvnějšího, ariózního stylu; je to však „opera bez árií“, a tímto pojetím připomíná prvotní opery z přelomu 16. a 17. století. S postavami titulního hrdiny a mladého Neoptolema, které jsou pojaty vážně, kontrastuje postava výřečného a lstivého Odyssea, která je charakterizována rychlým přednesem textu a ironizujícími koloraturami. Čtyři sólové postavy doplňuje komorně obsazený mužský sbor – částečně zapojený do děje jako skupina námořníků, částečně plnící tradiční úlohu antického chóru – jehož part je psán v několikahlasé polyfonii. Úlohy sólistů i sboru jsou, jak Klusák sám uznává, extrémně interpretačně náročné, což platí i o hudbě pro orchestr, která odráží Klusákovy celoživotní zkušenosti v oblasti „nové hudby“, zejména jeho důraz na témbry nástrojových kombinací. Muzikolog Martin Flašar shrnuje, že „Jan Klusák striktně trvá na morální závažnosti tématu a způsobu zhudebnění, který se nepodbízí publiku.“
Světová premiéra rozměrné opery osobitého a respektovaného domácího skladatele v kamenném divadle je ve 21. století řídkým jevem, a stala se proto „chvályhodným počinem“ a „neopominutelnou událostí sezóny“. Kritika se shodla na tom, že Klusákova opera je „obtížná“, „extrémně náročná“, „komplikovaná“, „ne pro široké masy“. Podle recenzenta časopisu Opernwelt Gerharda Persché Klusákova hudba „energicky vykresluje hudební kontury, naplňuje zajímavými barvami Sofoklem inspirované jazykové obraty, které jsou recitativně pozoruhodně zpracovány“. Podle názoru Ivana Žáčka v Divadelních novinách zase tato hudba „má svou plasticitu, přehlednost, vtip; svérázné melické oblouky, tu disonující, tu překvapivě diatonické, se klenou nad promyšleně instrumentovaným orchestrálním plénem, typicky klusákovská „hra témbrů“, prozrazující ruku mistra hudební koláže“ a Filoktétés je podle něj „pozoruhodná komorní opera“ napsaná „mistrnou, zkušenou rukou“. Podle recenzentky Radmily Hrdinové z Práva je to „Klusákovo vrcholné dílo, oproštěné a koncentrované ve výrazu, v němž lze zaslechnout ozvuky všech jeho tvůrčích lásek a inspirací, přetavených do ryze vlastního a osobitého hudebního jazyka,“ a jeho poslech je „intenzivním zážitkem“. Objevovaly se však i výtky: opera byla obecně považována za příliš statickou (což ještě podtrhla Nekvasilova inscenace), libreto bylo považováno za „mírně řečeno mnohomluvné“, „velmi nezpěvné“, nutící zpěváky text chrlit bez příležitosti „rozklenout kousek melodie“. Podle kritika Hospodářských novin Franka Kuznika „opera postrádá jakoukoli energii“, jiný recenzent označil Klusákova Filoktéta za „velké zklamání“ a jeho hudbu jako „výrazově monotónní“: „co se týče hudební invence, není zde jediné místo, které by stálo za pozornost, krom účelně využitých perkusí“.

## Osoby a první obsazení
| osoba                                            | hlasový obor                | rozhlasová premiéra (14.5.2015) |
| ------------------------------------------------ | --------------------------- | ------------------------------- |
| Filoktétés                                       | baryton                     | Jakub Tolaš                     |
| Odysseus / Odysseův vyzvědač převlečený za kupce | tenor                       | Jorge Garza                     |
| Neoptolemos, syn Achillův                        | mezzosoprán (rôle travesti) | Jana Hrochová                   |
| Héraklés                                         | bas                         | Martin Gurbaľ                   |
| Dirigent:                                        | Dirigent:                   | Marko Ivanović                  |
| Režie:                                           | Režie:                      | Jiří Nekvasil                   |
| Výprava:                                         | Výprava:                    | Daniel Dvořák                   |
| Kostým:                                          | Kostým:                     | Simona Rybáková                 |

## Děj opery

### Preludio

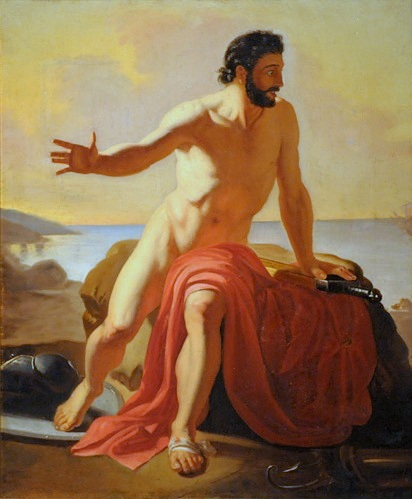
Opuštěný Filoktétés, obraz Alejandra Cicarelliho

(Děj se odehrává na pustém pobřeží ostrova Lémnu v desátém roce trójské války. Řecké vojsko vedené Átreovci – královskými bratry Agamemnónem a Meneláem – vyplulo před kdysi do války proti Íliu. Podle věštby museli nejprve obětovat bohyni Chrýsé, stejně jako učinil Héraklés. Na její ostrov je doedl statečný thesalský bojovník Filoktétés, kdysi Héraklův druh, který od zbožštělého Hérakla obdržel za to, že zapálil jeho pohřební hranici, rekův zázračný, Diem darovaný luk. U Chrýseiny svatyně Filoktéta uštkl had a způsobil mu hnisavou a bolestivou ránu. Filoktétův nářek bránil Řekům v obětech, proto ho na Odysseovu radu vyložili ve spánku na pustý ostrov Lémnos. Obléhání Tróje trvá již deset let a věštba Řekům přislíbila vítězství, pokud budou mít na své straně dvě věci – Achillova syna Neoptolema a Filoktétův luk. Řekové přivezli mladého Neoptolema z jeho domu na Skýru a Achillův syn v průvodu důmyslného a lstivého Odyssea přistál se svou lodí na Lémnu, aby splnil i druhou podmínku věštby.)

### Prologos
Odysseus a Neoptolemos vystupují na pobřeží Lémnu. Ithacký král mladíkovi vypravuje Filoktétův příběh a ukazuje jeskyni, v níž nebožák bydlí. Avšak s božským lukem je Filoktétes nepřemožitelný a Odysseovi stejně jako Átreovcům nedůvěřuje, k odjezdu do Tróje se jím tedy přesvědčit nedá. Proto Odysseus pověřuje Neoptolema, aby předstíral rovněž nenávist k řeckým vůdcům, získal si Filoktétovu důvěru a zmocnil se jeho luku. Čestnému Neoptolemovi se tento podvod příčí, ale Odysseus jej přesvědčuje, že je povinen to udělat v zájmu Řecka a vítězství nad Trójou. Sám se skryje a zanechává mladíka na místě.

### Parodos
Námořníci i Neoptolemos litují Filoktéta, který na nehostinném ostrově již deset let žije sám. Pro bolestivou ránu na noze se stěží pohybuje a živí se bylinami a zvěří, kterou skolí svými šípy. Přístřeškem mu je jeskyně v útesech.

### Episodion I
Filoktétés se přivleče se svým lukem. Poznává v příchozích podle vzezření a oděvu Řeky a vítá je. Neoptolemos se mu představuje jako syn Achilla, Filoktétova starého druha. Filoktétés mu vypráví o svém osudu, zejména o tom, jak byl řeckými vůdci zrádně opuštěn. Tu a tam přistanou na ostrově lidé, ale nikdo se neuvolil vyslyšet Filoktétovy prosby a odvézt ho do jeho rodné Thesálie. Svolává hněv bohů na Átreovce a Odyssea. Na to mu Neoptolemos vypráví, jak ho Odysseus a Agamemnón s Meneláem připravili o otcovu zbroj; předstírá, že proto v nevůli opustil Tróju a vrací se do vlasti. Filoktétés se raduje, že v mladíkovi našel spojence, a prosí ho, aby ho odvezl domů. I námořníci jsou Filoktétovým příběhem dojati a přimlouvají se, aby Neoptolemos jeho prosbě vyhověl.
Objeví se Odysseův vyzvědač převlečený za kupce a sděluje oběma mužům zprávu, že prý Řekové vyslali dvojí lodě, aby násilím přivezli zpět k Tróji jak Neoptolema, tak Filoktéta. Je proto třeba, aby oba co nejrychleji odpluli. Filoktétés odchází do jeskyně sebrat své nejnutnější věci a cestou slibuje Neoptolemovi, že mu půjčí potěžkat svůj drahocenný luk.

### Stasimon
Námořníci mezitím vyslovují obdiv statečnému a čestnému nešťastníkovi, který tak dlouho v krutých podmínkách vzdoruje osudu, a radují se, že ho Neoptolemos nyní odveze do vlasti.

### Episodion II
Neoptolemos a Filoktétés se vracejí, ale Filoktéta stihne prudký záchvat bolesti. Vysvětluje Achillovu synovi, že po záchvatu jej vždy přemůže spánek. Žádá proto mladíka, aby na něj počkal, a zatím mu svěřuje do ochrany svůj luk. Filoktétés se zmítá bolestí, úpí a přitom klne Agamemnónovi a Meneláovi. Pak mbolest ustoupí a on usíná.

### Kommos I

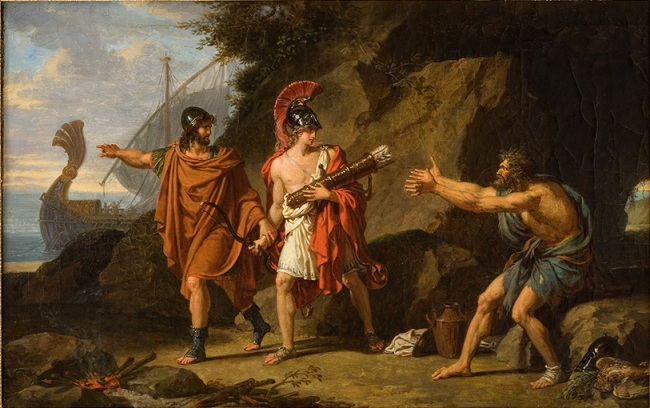
Odysseus a Neoptolemos odebírající Filoktétovi Héraklovy šípy, obraz Françoise-Xaviera Fabra.

Neoptolemos pozoruje spícího Filoktéta. Námořníci ho vyzývají, aby bez bázně a otálení splnil svůj úkol, ale radí mu k obezřetnosti.

### Episodion III
Filoktétés se probudí, cítí se posílen a spěchá z ostrova. Neoptolemos však nedokáže vzdorovat svému svědomí. Přiznává, že jej přijel odvézt do Tróje, kde jho Řekové potřebují. Filoktétés je překvapen; zuří a laje Neoptolemovi, že ho oklamal, a rozhodně odmítá odjet s ním – to raději zemře zde na ostrově. Neoptolemos je v rozpacích a téměř podlehne soucitu, když se objeví Odysseus a připomene mladíkovi jeho povinnosti. Filoktétés poznává svého protivníka a obrací svůj hněv proti němu. Nechce odplout a hrozí sebevraždou. Když mu v tom námořníci zabrání, spílá Filoktétés Odysseovi a svolává na něj i na Átreovce hněv bohů. Odysseus se rozhoduje, že není třeba Filoktéta odvézt do Ília. Neoptolemus má jeho luk, a to stačí. Oba odcházejí.

### Kommos II
Filoktétes si zoufá nad svým osudem. Bez luku bude bezbranný a sám se stane potravou zvěře, již dříve lovil.

### Epodos
Námořníci se snaží Filoktéta přesvědčit, aby tedy odjel s nimi, ale ten hněvivě odmítá – ať jej raději zabijí. S myšlenkami na svou vlast se odvleče do své jeskyně.

### Exodus

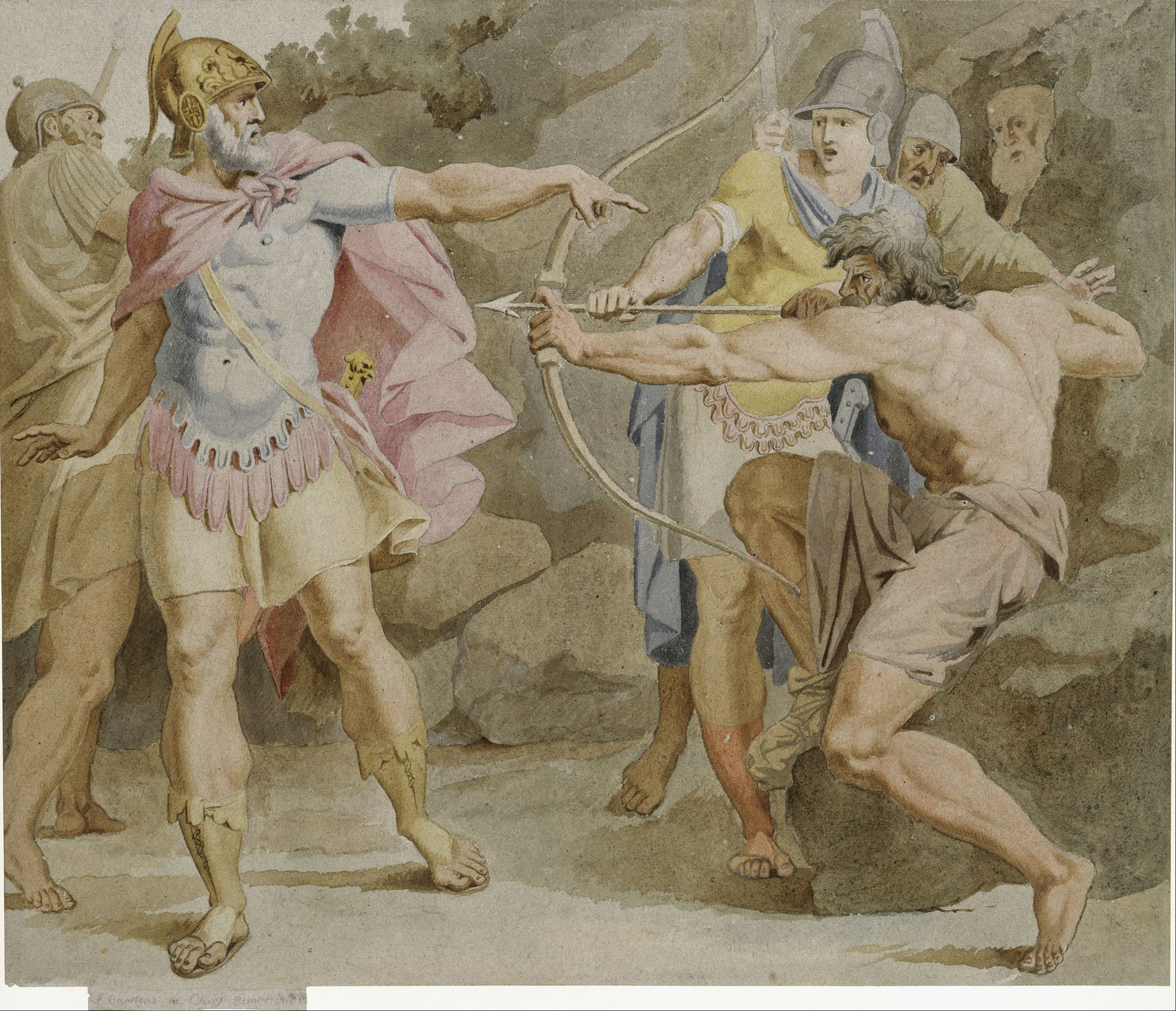
Filoktétés mířící Héraklovým lukem na Odyssea, obraz Asmuse Jakoba Carstense

Neoptolemos se kvapně vrací od lodi. Nechce se zachovat nečestně a hodlá vrátit luk Filoktétovi. Nevnímá Odysseovo přesvědčování ani výhrůžky, že jej udá velitelům řeckého vojska pro maření válečného úsilí. Mladík vyvolává Filoktéta. Ten jej přijímá s výčitkami a nedůvěrou, je proto překvapen, když od něj dostává zpět svůj luk. Odysseus se tomu marně pokouší zabránit a málem by byl šípem zabit, kdyby Neoptolemos Filoktéta nezadržel. Filoktétés nyní Neoptolemovi věří, ale k jeho prosbám, aby přece jen odjel k Tróji, je hluchý jako dříve. Naopak na Achillova syna naléhá, aby splnil slib a odvezl ho do rodné Thesálie. Neoptolemos s ním soucítí a nevidí jiného východiska, než vzepřít se vojenskému velení i výroku věštce a splnit Filoktétovo přání. Odvádí jej tedy k lodi.
V oblacích se však zjeví Héraklés s Diovým poselstvím pro Filoktéta. Zeus káže Filoktétovi, aby odplul do Tróje, kde bude vyléčen a zúčastní se vítězného boje. Filoktétés se tomuto požadavku již nezpěčuje a přijímá cestu k Íliu. Loučí se se zemí, která mu byla po deset let domovem, a s Neoptolemem a Odysseem odchází ke korábu.